# Stadio di Donnybrook
Lo stadio di Donnybrook (in inglese Donnybrook Rugby Ground o Donnybrook Stadium, ora denominato per motivi di sponsorizzazione "Energia Park") è un impianto sportivo multifunzione che si trova nel distretto dublinese di Donnybrook, nella Repubblica d'Irlanda.
Destinato principalmente alle gare di rugby a 15 (anche se nel suo interno si trovano impianti di altre discipline come il tennis) esso ospitò in passato le gare interne del Leinster, la franchigia irlandese di Dublino che milita in Celtic League; attualmente ospita gli incontri della Nazionale irlandese "A", talora di quella femminile; vi si trova anche l'accademia giovanile del Leinster.
Lo stadio ha una capacità di circa 7.000 posti e ancora non ha trovato pratica realizzazione un progetto, proposto nel 2007, di ampliarne la capienza a circa 12.500 posti.
Il 26 luglio 2008 l'impianto ospitò anche un'esibizione dal vivo del cantante canadese Michael Bublé.
Il 4 agosto 2019 ospiterà il XXXIII Shamrock Bowl, finale del campionato irlandese di football americano.